# Lars Gustafsson (kristdemokrat)
Lars Esbjörn Gustafsson, född 25 september 1951 i Halmstad, Hallands län, är en svensk politiker (kristdemokrat). Han var ordinarie riksdagsledamot 1998–2014, invald för Hallands läns valkrets.

## Biografi
I riksdagen var han ledamot i socialutskottet 1998–2002, trafikutskottet 2000–2002, socialförsäkringsutskottet 2006–2010 och skatteutskottet 2010–2014. Han var även suppleant i försvarsutskottet, skatteutskottet, socialförsäkringsutskottet och trafikutskottet.
Till yrket är Gustafsson bilmekaniker.